# Luther (Oklahoma)
Luther é uma cidade  localizada no estado norte-americano de Oklahoma, no Condado de Oklahoma.

## Demografia
Segundo o censo norte-americano de 2000, a sua população era de 612 habitantes.
Em 2006, foi estimada uma população de 1096, um aumento de 484 (79.1%).

## Geografia
De acordo com o United States Census Bureau tem uma área de
11,6 km², dos quais 11,6 km² cobertos por terra e 0,0 km² cobertos por água. Luther localiza-se a aproximadamente 267 m acima do nível do mar.

## Localidades na vizinhança
O diagrama seguinte representa as localidades num raio de 20 km ao redor de Luther.